# Simon Dalby
Simon Dalby Jensen (født 29. januar 2003 i Holstebro) er en cykelrytter fra Danmark, der kører for Uno-X Mobility.
Fra starten af 2025 har han skrevet en to-årig kontrakt med Uno-X Mobility.

## Karriere
Som ni-årig blev Dalby medlem af Holstebro Cykle Club af 1960. Fra starten af 2020 skiftede han fra barndomsklubben til Team Mascot Workwear på en étårig kontrakt. Her blev han blandt andet nummer to i det norske etapeløb Tour Te Fjells, ligesom han repræsenterede det danske juniorlandshold i GP Rüebliland. I december 2020 forlængede parterne kontrakten, så den også var gældende for 2021. I maj 2021 vandt han det samlede klassement i juniorudgaven af Campione Pinse Cup. Efter to etapesejre ved Tour Te Fjells 2021, vandt Simon Dalby efter fire etaper løbets samlede klassement.

### Uno-X
I slutningen af juli 2021 blev det offentliggjort at Simon Dalby fra starten af 2022 havde skrevet kontrakt med Uno-X DARE Development Team. Dermed skulle Dalby kører sit første år som seniorrytter for det norske hold Uno-X Pro Cycling Teams udviklingshold. I september 2022 forlængede parterne kontrakten, så den nu var gældende til og med 2026. Dalby skulle forsætte på udviklingsholdet til slutningen af 2024-sæsonen, hvorefter han fra starten af 2025 bliver en fast del af det profesionelle eliteteam.

## Meritter
2020
2. plads samlet ved Tour Te Fjells Juniors
2021
 1. plads samlet ved Tour Te Fjells Juniors
Vinder af 1. og 2. etape
1. plads ved Jysk-Fynske mesterskab i linjeløb
1. plads samlet ved Campione Pinse Cup jr.
1. plads, CK Djurs juniorløb
1. plads, Vejle CK juniorløb
1. plads, MCC Superbrugsen løbet
2022
3. plads, 5. etape ved Giro Ciclistico d'Italia
2023
2. plads samlet ved U23 Fredsløbet
Vinder af 2. etape
 Ungdomskonkurrencen
2024
2. plads, Sundvolden Grand Prix
2025
2. plads samlet ved Course de la Paix Grand Prix Jeseníky
Vinder af 3. etape